# ساو برناردو دو كامبو
ساو برناردو دو كامبو (بالإنجليزية: São Bernardo do Campo)‏ هي مدينة، وبلدية في البرازيل، تتبع ساو باولو، بلغ عدد سكانها 816925 نسمة، في 2016، تبلغ مساحتها 406.180 كيلومتر مربع، رمزها البريدي هو 09700-000.

## الموقع
تشترك في الحدود مع:
- كيوباتو
- ساو كايتانو دو سول
- سانت أندري
- ساو باولو.

## مدن توأم
المدن التوأم:
- ماروستيكا.

## أعلام
- ديكو
- فابيو ألفيس فيليكس
- رودريغو لاسيردا راموس
- ماورو سيلفا
- تياغو موتا